# العرض (عمد)

تعديل مصدري - تعديل

العرض هي إحدى قرى  بمديرية عمد التابعة لمحافظة حضرموت، بلغ تعداد سكانها 284 نسمة حسب تعداد اليمن لعام 2004.